# Regne de l'Aurès
El Regne de l'Aurès (en llatí : Regnum Aurasium) va ser un regne amazic cristià independent situat principalment a les muntanyes d'Aurès, a l'actual nord-est d'Algèria. Establert a la dècada del 480 pel rei Masties després d'una sèrie de revoltes amazics contra el regne vàndal, que havia conquerit la província romana d'Àfrica el 435 dC, Aurès duraria com a regne independent fins a la conquesta musulmana del Magrib el 703 dC, quan el seu darrer monarca, la reina Kàhina, va ser assassinat en batalla.
De la mateixa manera que el gran Regne Mauro-romà, el Regne de l'Aurès combinava aspectes de la cultura romana i amazic per governar eficientment una població composta tant per provincials romans com per tribus natives. Per exemple, el rei Masties va utilitzar el títol de Dux i més tard Imperator per legitimar el seu govern i es va declarar obertament cristià. Malgrat això, Aurès no va reconèixer la sobirania de l'Imperi Romà restant a l'Orient i el rei Iaudes va envair sense èxit la prefectura pretoriana d'Àfrica, establerta després que els romans haguessin derrotat els vàndals. Una possible raó per la qual els amazics no es van poder integrar amb tant d'èxit a l'Imperi Romà d'Orient com ho havien fet abans va ser el canvi imperial en la llengua del llatí al grec, els amazics ja no eren bilingües amb la llengua dels seus governants nominals.
Malgrat aquestes hostilitats, els romans van donar suport a Aurès durant la invasió musulmana del Magrib, amb l'esperança que el regne pogués actuar com a resistència als àrabs. L'última reina del regne, Dihya, va ser la líder final de la resistència amazic contra els àrabs, que va acabar amb la seva mort i la caiguda del Regne dels Aurès l'any 703 dC.

## Història

### Establiment

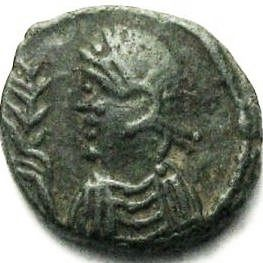
Segons Procopi, les polítiques impopulars intentades pel rei vàndal Huneric (a la imatge de la moneda) a finals de la dècada del 470, combinades amb el fet que el poderós rei Genseric havia mort recentment, van provocar revoltes amazics a gran escala contra els vàndals. La revolta de Masties va conduir a l'establiment del Regne de l'Aurés.

Segons l'historiador romà oriental Procopi, els amazics només van començar a expandir-se i consolidar el seu poder després de la mort del poderós rei vàndal Genseric l'any 477 dC, després de la qual van obtenir moltes victòries contra el regne vàndal i van establir un control més o menys total sobre l'antiga província de Mauritània. Havent temut Genseric, els natius sota el control vàndal es van revoltar contra el seu successor Huneric després del seu intent de convertir-los al cristianisme arrià i els durs càstigs que van patir aquells que no es van convertir. A les muntanyes d'Aurès, això va conduir a la fundació del Regne independent d'Aurès, que era plenament independent en el moment de la mort d'Huneric l'any 484 dC i mai més tornaria a estar sota el domini vàndal. Sota el govern dels successors d'Huneric, Gundamund i Trasamund, les guerres entre els amazics i els vàndals van continuar. Durant el regnat de Trasamund, els vàndals van patir una derrota desastrosa a mans d'un rei amazic que governava la ciutat de Trípoli, anomenat Cabaó, que va destruir gairebé completament un exèrcit vàndal que havia estat enviat per sotmetre la ciutat.
A mesura que els nous regnes amazics van adoptar l'organització militar, religiosa i sociocultural de l'Imperi Romà, van continuar estant plenament dins del món llatí occidental. L'estructura administrativa i la titulació utilitzada pels governants locals suggereixen una certa identitat política romanitzada a la regió. Aquesta identitat política romana es va mantenir no només al gran regne mauro-romà, sinó també en regnes més petits, com el regne de l'Aurès, on el rei Masties va reclamar el títol d'Imperator durant el seu govern al voltant de l'any 516 dC, postulant que no havia trencat la confiança ni amb els seus súbdits amazics ni amb els romans.
Masties havia establert un regne a Numídia i les muntanyes Aurés, amb Arris com a residència pròpia, i va utilitzar Imperator per legitimar el seu govern sobre les províncies romanes, declarant-se també obertament cristià durant la seva rebel·lió contra Huneric. Segons la seva pròpia inscripció de l'any 516 dC, Masties havia regnat durant 67 anys com a dux i 10 anys com a Imperator fins a aquell moment.  

### La guerra vandàlica i les seves conseqüències
Els registres de l'Imperi Romà d'Orient que fan referència al Regne Vàndal, que havia ocupat gran part de l'antiga província romana d'Àfrica i les parts costaneres de Mauritània, sovint s'hi refereixen en relació amb una trinitat de pobles: vàndals, alans i amazics, i tot i que alguns d'ells havien ajudat els vàndals en les seves conquestes a l'Àfrica, l'expansió amazic es va centrar sovint contra els vàndals en lloc de fer-ho amb ells, cosa que conduiria a una certa expansió fins i tot dels regnes locals més petits, com el de l'Aurès.
Immediatament després de la reconquesta romana del regne vàndal, els governadors imperials van començar a tenir problemes amb les tribus amazigues locals. Les tribus de la província de Bizacena es van alçar, dirigides per Cutzines, Esdilases, Medisinises i Jurfutes i van ocupar la regió derrotant a la guarnició local, inclosos els comandants Aigan i Rufí. El recentment nomenat prefecte del pretori d'Àfrica, Salomó, va lliurar diverses guerres contra aquestes tribus amazigues, liderant un exèrcit d'uns 18.000 homes a Bizacena. Salomó els derrotaria a la batalla de Mammes i més tard a la batalla de Burgaó, aquesta vegada de manera decisiva, dispersant les forces rebels. Els supervivents es van retirar a Numídia, on van unir forces amb Iaudes, rei de l'Aurès. Massones, rei del regne mauro-romà i el rei amazic, Ortees (que governava un regne a l'antiga província de Mauritània Sitifense), van instar Salomó a perseguir els enemics fins a Numídia, cosa que va fer. Salomó, però, no va enfrontar-se a Iaudes en batalla, ja que desconfiava de la lleialtat dels seus aliats, i en canvi va construir una sèrie de llocs fortificats al llarg de les carreteres que unien Bizacena amb Numídia.

### Guerres contra els àrabs
Malgrat les hostilitats prèvies, l'Imperi Romà d'Orient va donar suport al Regne de l'Aurès durant la conquesta musulmana del Magrib, amb l'esperança que el regne actués com a resistència als àrabs. Fins i tot amb la caiguda del regne mauro-romà a la dècada del 570, la seva capital, Altava, sembla que va romandre com una seu del poder amazic. El rei d'Altava, Kosayla, l'últim rei amazic que va governar des d'Altava, va morir lluitant contra el califat omeia. A la batalla de Mamma l'any 690 dC, un exèrcit combinat romano-altavà va ser derrotat i Kosayla va morir.
Amb la mort d'aquest, la torxa de la resistència va passar a una tribu coneguda com la tribu Jerawa, que tenia la seva llar a les muntanyes d'Aurès: les seves tropes amazics cristianes, després de la seva mort, van lluitar més tard sota el comandament de Kàhina, la reina del Regne d'Aurès i l'última governant dels amazics romanitzats. Kàhina va liderar la resistència contra els àrabs, però va morir en batalla l'any 703 dC prop d'un pou que encara porta el seu nom, Bir al Kahina, a Aurès.